# بارتيلمي دييديو
بارتيلمي دييديو (بالفرنسية: Barthélemy Diedhiou)‏ هو لاعب كرة قدم سنغالي، ولد في 2 يناير 2001 في السنغال.

## وصلات خارجية
- بارتيلمي دييديو على موقع قاعدة بيانات كرة القدم.إي يو (الإنجليزية)
- بارتيلمي دييديو على موقع Soccerway.com (الإنجليزية)